# 菅沼周次郎
菅沼 周次郎（すがぬま しゅうじろう、1876年（明治9年）12月15日 - 1963年（昭和38年）12月26日）は、明治時代から昭和時代の日本の海軍軍人、教育者。西海学園高等学校の創立者である。

## 生涯
旧平戸藩士菅沼量平の二男として長崎県松浦郡平戸（現平戸市）に生まれる。兄は平戸派南進論者として知られた菅沼貞風で、幼時よりその指導を受けた。
兄の死後、海軍兵学校（26期）に進み海軍入り。日清戦争・日露戦争・第一次世界大戦に従軍。
1924年（大正13年）に少将・佐世保鎮守府人事部長を最後に退官した後、佐世保市助役に推されたが辞退し当時佐世保に無かった男子の進学できる私立普通中学の創設を志した。退官翌年の1925年（大正14年）、「西海中学」(のちの西海学園高等学校）を佐世保市八幡町に開校。校名と校章は当時の佐世保鎮守府司令長官伏見宮博恭王より下賜を受けた。
第二次世界大戦の終戦直後の1945年（昭和20年）9月30日、理事長及び校長を辞任。戦後は学園経営は長男や久池井虎男（のち佐世保市議会議長、西海学園理事長）らに任せ創立者として後見した。1947年（昭和22年）11月28日、公職追放仮指定を受けた。
1963年（昭和38年）12月26日死去。従四位勲三等功五級。

## 経歴
- 1876年（明治9年）12月15日 - 誕生。
- 1896年（明治29年） - 海軍兵学校入校。
- 1898年（明治31年）12月13日 - 海軍兵学校卒業（第26期）。
- 1912年（大正元年）10月19日 - 免 三笠航海長心得、補 嵯峨艦長[2]
- 1917年（大正6年）12月1日 - 人事局第1課より巡洋艦「平戸」艦長に転任。
- 1918年（大正7年）12月1日 - 舞鶴鎮守府人事部長に転任。
- 1920年（大正9年）11月12日 - 佐世保鎮守府人事部長に転任。
- 1923年（大正12年）6月1日 - 佐世保鎮守府人事部長を退任。
- 1924年（大正13年） - 退官。
- 1925年（大正14年）5月1日 - 西海中学校を開校。
- 1945年（昭和20年）9月30日 - 西海中学校理事長及び校長を辞任。
- 1963年（昭和38年）12月26日 - 死去。

## 栄典
位階
- 1900年（明治33年）2月20日 - 正八位[3]
- 1901年（明治34年）12月17日 - 従七位[4]
- 1903年（明治36年）12月19日 - 正七位[5]
- 1908年（明治41年）12月11日 - 従六位[6]
- 1914年（大正3年）1月30日 - 正六位[7]
- 1918年（大正7年）1月30日 - 従五位[8]
- 1922年（大正11年）12月28日 - 正五位[9]

勲章等
- 1906年（明治39年）4月1日 - 功五級金鵄勲章・勲五等双光旭日章・明治三十七八年従軍記章[10]
- 1915年（大正4年）11月7日 - 勲三等旭日中綬章・大正三四年従軍記章[11]
- 1921年（大正10年）7月1日 - 第一回国勢調査記念章[12]